# 願興寺 (岐阜県御嵩町)

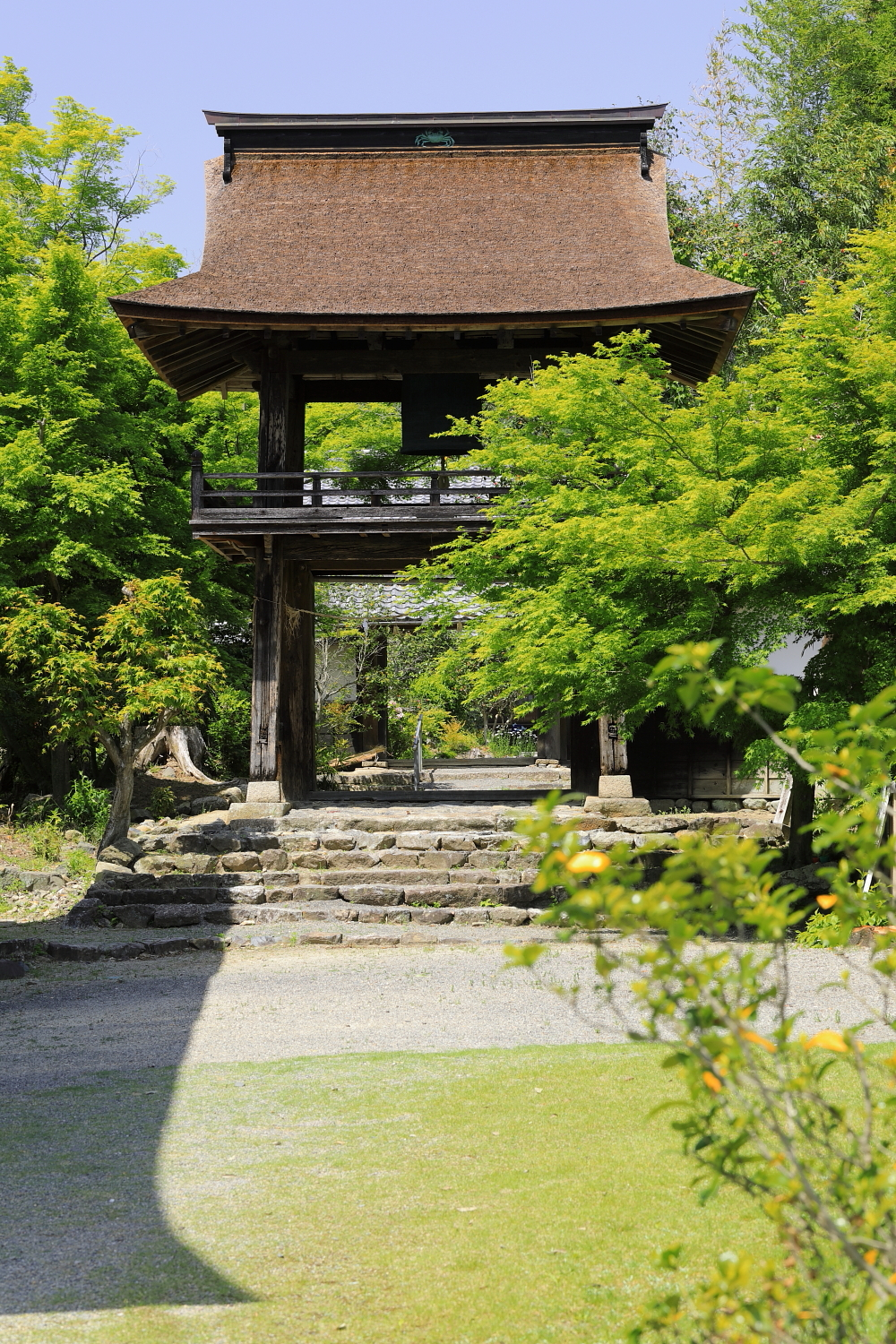
願興寺鐘楼門（2018年（平成30年）4月）。

願興寺（がんこうじ）は、岐阜県可児郡御嵩町にある天台宗の寺院。通称は蟹薬師・可児大寺。　山号は大寺山　中部四十九薬師霊場第四十九番

## 歴史
寺伝によれば、弘仁6年（815年）、天台宗の祖の最澄（伝教大師）が、東国巡錫の折に、この地を通った際に、疫病に苦しむ者が多いことを憐み、この地に布施屋（施楽院）を開創し、薬師如来像を祀ったのが起源とされるが、
境内からは最澄の時代より百年以上前の白鳳期の古瓦が出土しており、古代創建の前身寺院（願興寺廃寺）が存在したことが確認されている。
また伝承によれば、正暦4年（993年）に、一条天皇の皇女とされる行智尼が、隣郷の正寶庵で髪を下ろして尼となり薬師如来を礼拝されておられた。
長徳2年(996年)、庵の西南にある池が金色を放ち、俄に風雨が激しくなり数千の小蟹の背に乗った薬師如来像が現出したという。
それ以来、蟹薬師とも可児大寺とも呼ばれるようになった。
この奇瑞を聞いた一条天皇の勅願により、長徳4年（998年）に伽藍が整備されたという。
天仁元年(1108年)、兵火によって本堂が焼失した。
文治3年(1187年)、纐纈源吾盛康が、この地の地頭となって庇護を受け、正治元年(1199年)に再興された。
その子の纐纈康能が、釈迦三尊・四天王・十二神将を安置したことが、釈迦如来像の銘文に「寛元二年申辰五月廿三日造立之、佛師僧覚俊、勧進上人観西、大檀那源康能　泰氏少佛師定朝」と記されていることから分かる。
また康能は、四方別当の良心に大般若波羅蜜多経600巻を、法弟の良全と共に、
天福元年(1233年)4月より書写を始め、4年3ヶ月を経て、嘉禎3年(1237年)6月に終わっている。
元亀3年(1572年)7月4日、武田氏の重臣であった秋山虎繁の軍勢が可児郡に押し寄せ願興寺に放火したため全焼、消失した。
この時に、愚渓寺四世の三芝等惟は衆徒をニ十～三十人引き連れて願興寺に赴き、本尊や諸尊、創建以来の古文書を運び出した。
その中で大力の僧は、四天王の尊像を一人で担ぎ出し、愚渓寺の西の山に運び草庵を造って安置したが、その址は愚渓寺山にあって薬師堂と呼ばれている。
2度目の焼失後の天正3年（1575年）与次郎という百姓の発起により再興に取りかかったが、工事の最後には力尽き屋根は板葺きで、とりあえず諸仏を入れ、体裁を整えたという相当の困難が伴ったようであるが、天正9年（1581年）に再興された。
地方の寺院としては大きな本堂は、柱が48本あるためいろは造りと呼ばれている。周囲には建具も壁も無く厨子が見える。
これは有力な施主が居らず、近郷の農民衆の寄進を合わせて工事が行われたためで、建造費の調達不足によるものであろう。大工も地の者を使ったようで粗放な感も否めないが、当時の工事の生々しさが伝わってくる。
天台寺院と真言寺院が融合されたような造りで、当時台頭していた新仏教が旧宗派に影響を与えたものではないかと言われている。
広い回廊は中山道を旅する人々に夜露を凌げる場所を提供したと思われる。
また、笹の才蔵と呼ばれた可児吉長が幼少期を過ごしたと伝わる。

## 文化財
重要文化財
- 願興寺本堂 - 天正9年（1581年）建立
- 木造薬師如来及び両脇侍像
- 木造阿弥陀如来立像
- 木造阿弥陀如来坐像
- 木造釈迦如来及び両脇侍像 - 木造。漆箔、玉眼。寛元2年（1244年）に制作された鎌倉時代前期の基準作[6][7]。
- 木造四天王立像
- 木造十二神将立像

岐阜県指定重要文化財
- 願興寺鐘楼門 - 檜皮ぶきの屋根を持ち、高さ5.5m、奥行き3m、幅3.4mある[1]。1670年（寛文10年）建立[1]。
- 鰐口（天正銘）
- 大般若波羅蜜多経600巻

御嵩町指定重要文化財
- 木造恵比寿（夷）立像[8]
- 長岡十一面観音像[8]
- 瓦（願興寺出土軒丸瓦）[8]
- 願興寺梵鐘[8]
- 大久保石見守寺領安堵状[8]
- 徳川義直寺領安堵黒印状[8]
- 検地に関する折紙[8]
- 森忠政寺領安堵状[8]
- 薬師御宝前[8]

## 行事
- 4月：御嵩薬師祭礼
  - 長保元年（999年）の創始。岐阜県の重要無形民俗文化財に指定されている。

## 所在地
- 岐阜県可児郡御嵩町御嵩1377-1

## 交通アクセス
- 名鉄広見線 御嵩駅下車。